# Charlottesville Men's Pro Challenger 2024 - Doppio
Il doppio del torneo di tennis professionistico Charlottesville Men's Pro Challenger 2024, facente parte della categoria Challenger 75 nell'ambito dell'ATP Challenger Tour 2024, si gioca dal 28 ottobre al 3 novembre Charlottesville, negli Stati Uniti. Tra le coppie partecipanti erano assenti John-Patrick Smith e Sem Verbeek, i detentori del titolo.
In finale Robert Cash e James Tracy hanno sconfitto Chris Rodesch e William Woodall con il punteggio di 4–6, 7–6(7), [10–7].

## Teste di serie
1. Ryan Seggerman /  Patrik Trhac (primo turno)
2. Marcelo Demoliner /  Christian Harrison (quarti di finale)

1. Hans Hach Verdugo /  Szymon Walków (quarti di finale)
2. Trey Hilderbrand /  Alex Lawson (quarti di finale)

## Wildcard
1. Andre Ilagan /  Pranav Kumar (primo turno)

1. Chris Rodesch /  William Woodall (finale)

## Ranking protetto
1. Enzo Couacaud /  Blaž Rola (quarti di finale)

## Tabellone

### Legenda
| - Q = Qualificato - WC = Wild card - LL = Lucky loser | - ALT = Alternate - SE = Special Exempt - PR = Protected Ranking | - w/o = Walkover - r = Ritirato - d = Squalificato |

|  | Primo turno | Primo turno             | Primo turno             | Primo turno | Primo turno |  |  | Quarti di finale | Quarti di finale        | Quarti di finale       | Quarti di finale    | Quarti di finale    |   |   | Semifinali | Semifinali                    | Semifinali           | Semifinali              | Semifinali |    |      | Finale | Finale | Finale | Finale | Finale |  |
|  |             |                         |                         |             |             |  |  |                  |                         |                        |                     |                     |   |   |            |                               |                      |                         |            |    |      |        |        |        |        |        |  |
|  | 1           | R Seggerman P Trhac     | R Seggerman P Trhac     | 3           | 63          |  |  |                  |                         |                        |                     |                     |   |   |            |                               |                      |                         |            |    |      |        |        |        |        |        |  |
|  |             | C Harper E Spizzirri    | C Harper E Spizzirri    | 6           | 7           |  |  |                  | C Harper E Spizzirri    | C Harper E Spizzirri   | 7                   | 7                   |   |   |            |                               |                      |                         |            |    |      |        |        |        |        |        |  |
|  |             | B Holt M Krueger        | B Holt M Krueger        | 4           | 5           |  |  | PR               | E Couacaud B Rola       | E Couacaud B Rola      | 64                  | 64                  |   |   |            |                               |                      |                         |            |    |      |        |        |        |        |        |  |
|  | PR          | E Couacaud B Rola       | E Couacaud B Rola       | 6           | 7           |  |  |                  |                         |                        |                     |                     |   |   |            | C Harper E Spizzirri          | C Harper E Spizzirri | 3                       | 4          |    |      |        |        |        |        |        |  |
|  | 3           | H Hach Verdugo S Walków | H Hach Verdugo S Walków | 78          | 6           |  |  |                  |                         | WC                     | C Rodesch W Woodall | C Rodesch W Woodall | 6 | 6 |            |                               |                      |                         |            |    |      |        |        |        |        |        |  |
|  |             | J Maginley E Quinn      | J Maginley E Quinn      | 6           | 2           |  |  | 3                | H Hach Verdugo S Walków | 710                    | 1                   | [8]                 |   |   |            |                               |                      |                         |            |    |      |        |        |        |        |        |  |
|  |             | N Mejía A Urrea         | N Mejía A Urrea         | 2           | 3           |  |  | WC               | C Rodesch W Woodall     | 68                     | 6                   | [10]                |   |   |            |                               |                      |                         |            |    |      |        |        |        |        |        |  |
|  | WC          | C Rodesch W Woodall     | C Rodesch W Woodall     | 6           | 6           |  |  |                  |                         |                        |                     |                     |   |   | WC         | Chris Rodesch William Woodall | 6                    | 67                      | [7]        |    |      |        |        |        |        |        |  |
|  |             | P Harper F Reynolds     | P Harper F Reynolds     | 6           | 6           |  |  |                  |                         |                        |                     |                     |   |   |            |                               |                      | Robert Cash James Tracy | 4          | 79 | [10] |        |        |        |        |        |  |
|  |             | R Stepanov K Stevenson  | R Stepanov K Stevenson  | 4           | 4           |  |  |                  | P Harper F Reynolds     | 7                      | 4                   | [14]                |   |   |            |                               |                      |                         |            |    |      |        |        |        |        |        |  |
|  | WC          | A Ilagan P Kumar        | A Ilagan P Kumar        | 4           | 64          |  |  | 4                | T Hilderbrand A Lawson  | 62                     | 6                   | [12]                |   |   |            |                               |                      |                         |            |    |      |        |        |        |        |        |  |
|  | 4           | T Hilderbrand A Lawson  | T Hilderbrand A Lawson  | 6           | 7           |  |  |                  |                         |                        |                     |                     |   |   |            | P Harper F Reynolds           | P Harper F Reynolds  | 4                       | 64         |    |      |        |        |        |        |        |  |
|  |             | R Cash J Tracy          | 4                       | 6           | [10]        |  |  |                  |                         |                        | R Cash J Tracy      | R Cash J Tracy      | 6 | 7 |            |                               |                      |                         |            |    |      |        |        |        |        |        |  |
|  |             | D Popko B Zhukayev      | 6                       | 4           | [4]         |  |  |                  | R Cash J Tracy          | R Cash J Tracy         | 6                   | 7                   |   |   |            |                               |                      |                         |            |    |      |        |        |        |        |        |  |
|  |             | T Whiting P Zahraj      | T Whiting P Zahraj      | 3           | 3           |  |  | 2                | M Demoliner C Harrison  | M Demoliner C Harrison | 2                   | 5                   |   |   |            |                               |                      |                         |            |    |      |        |        |        |        |        |  |
|  | 2           | M Demoliner C Harrison  | M Demoliner C Harrison  | 6           | 6           |  |  |                  |                         |                        |                     |                     |   |   |            |                               |                      |                         |            |    |      |        |        |        |        |        |  |